# ایزرا
ایزرا (به ایتالیایی: Isera) یک کومونه در ایتالیا است که در ترنتینو واقع شده‌است.

## خصوصیات
ایزرا ۱۴٫۱ کیلومترمربع مساحت و ۲٬۴۹۶ نفر جمعیت دارد.